# Lancaster Park
Lancaster Park, ook wel bekend als het Jade Stadium en AMI stadium, was een stadion in Christchurch in Nieuw-Zeeland. Het stadion werd voornamelijk gebruikt voor rugby- en cricketwedstrijden maar ook voor andere sporten en concerten. Het station was de thuisbasis voor de Crusaders die uitkomen in het Super rugby en voor Canterbury dit uitkomen in de ITM Cup. Het stadion bestond al sinds 1880. Er konden 38.628 mensen in het stadion.
Het stadion was beschadigd door de aardbeving van 2011 en is daarna afgebroken.